# İsmail Hakkı Birler
İsmail Hakkı Birler (* 1927 in Suşehri, Provinz Sivas; † 22. Januar 2009 in Şişli, Provinz Istanbul) war ein türkischer Politiker der Cumhuriyet Halk Partisi (CHP), der unter anderem zwischen 1969 und 1977 Mitglied der Großen Nationalversammlung der Türkei sowie im Kabinett Ecevit I 1974 Staatsminister war.

## Leben
İsmail Hakkı Birler, Sohn von M. Sabri und Penbe Reşide Birler, absolvierte ein Studium der Rechtswissenschaften an der Universität Ankara und war nach dessen Abschluss zunächst stellvertretender Richter in Erzincan sowie im Anschluss erst Richter in Tercan und danach Richter in Kiğı. Er arbeitete als stellvertretender Staatsanwalt in Tokat und war auch Mitglied des Stadtrates von Tokat. Er war zudem als freiberuflicher Rechtsanwalt tätig. 
Am 12. Oktober 1969 wurde Birler für die Republikanische Volkspartei CHP (Cumhuriyet Halk Partisi) im Wahlkreis „Tokat“ erstmals zum Mitglied der Großen Nationalversammlung TBMM (Türkiye Büyük Millet Meclisi) gewählt und gehörte dieser in der 14. und 15. Legislaturperiode bis zum 5. Juni 1977 an. Im Kabinett Ecevit I war Eyüboğlu vom 26. Januar bis zum 17. November 1974 Staatsminister (Devlet Bakanı). Er war verheiratet und Vater eines Kindes.